# Columbia County (Washington)
Columbia County je okres ve státě Washington ve Spojených státech amerických. K roku 2010 zde žilo 4 078 obyvatel. Správním městem okresu je Dayton. Celková rozloha okresu činí 2 264 km².